# エレンズバーグ (ワシントン州)
エレンズバーグ（Ellensburg）は、アメリカ合衆国ワシントン州中央部に位置する都市。同州内陸部、カスケード山脈の東、コロンビア川の支流であるヤキマ川の北東岸に位置する。州中央部の主要都市であるヤキマからは北へ約45km、シアトルからは東南東へ約150kmに位置する。人口は18,666人（2020年国勢調査）。エレンズバーグに郡庁を置くキッティタス郡1郡のみで成る小都市圏は人口44,337人（2020年国勢調査）を数える。
エレンズバーグはセントラル・ワシントン大学の大学町でもある。また、エレンズバーグはロデオの町でもある。

## 歴史

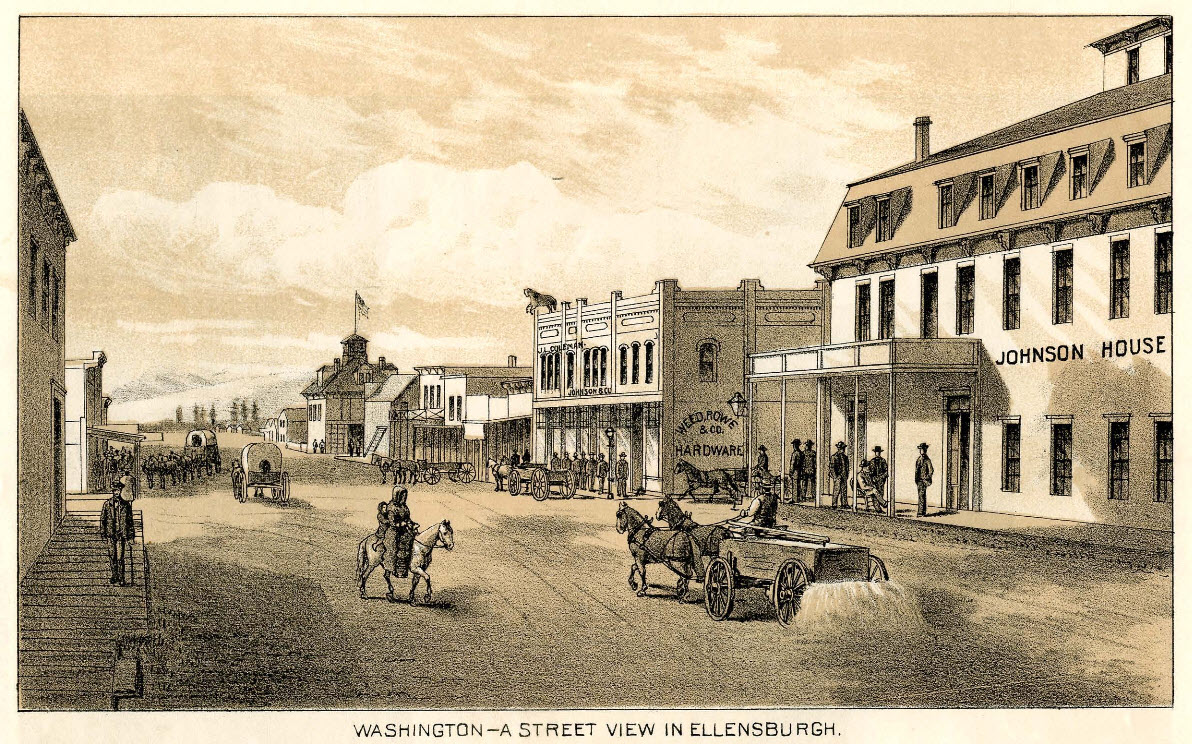
エレンズバーグの街並みが描かれた絵葉書（1887年）。街の名がEllensburghと綴られている。

今日のエレンズバーグ市があるこの地に最初に入植したのはウィリアム・「バド」・ウィルソンで、1868年にこの地に丸太小屋を建てた。その翌々年、1870年には、2人のカウボーイがウィルソンのものとは別の丸太小屋をその近くに建てて、店舗を開いた。この頃はまだ入植者が少なかったため、この店舗はネイティブ・アメリカンと毛皮や馬を取引し、生活物資を調達する、交易所として使われた。翌1871年、南北戦争から退役したジョン・A・シャウディがこの地に入植し、そのさらに翌年、1872年にこの交易所、および周辺160エーカー（64.75ha）の土地を購入した。1875年、シャウディはその妻メアリー・エレンと共に町を区画し、妻の名前を取ってエレンズバーグと名付けた。創設当初はEllensburghという綴りであったが、1894年、郵便公社と地名委員会の標準化圧力によって最後のhが落とされ、現綴のEllensburgに変更された。
やがて1883年にキッティタス郡が創設されると、エレンズバーグにその郡庁が置かれた。同年11月26日には、エレンズバーグは市制を施行した。1886年には、ワシントン準州議会がエレンズバーグの市憲章を発効し、同年2月26日に行われた選挙でエレンズバーグ市政府が正式に発足し、同年3月2日に初の市議会が開かれた。
1886年3月31日、ノーザン・パシフィック鉄道がエレンズバーグに開通し、人口と建物の数が急増した。しかし1889年7月4日、市の大半を焼き尽くす大火が起きた。同年に州に昇格したワシントン州の州都を、州の地理重心に近いエレンズバーグに移す機運もあったが、この大火に加えて、ノースヤキマと熾烈な争奪戦の末に票が割れ共倒れに終わったことも相まって、翌1890年に準州都であったオリンピアがそのまま州都になることに決まり、エレンズバーグへの遷都はならなかった。それでも翌1891年、州議会はエレンズバーグにワシントン州立師範学校（現セントラル・ワシントン大学）を置くことを決定した。

## 地理
エレンズバーグは北緯46度59分49秒 西経120度32分42秒 / 北緯46.99694度 西経120.54500度に位置している。市はワシントン州中央部、カスケード山脈の東、ヤキマ川流域の、オオアワガエリの産地として名高いキッティタス・バレーと呼ばれる地域に位置する。ヤキマ川はコロンビア川の支流で、市の南西を北西から南東へと流れている。ヤキマからは北へ約45km、シアトルからは東南東へ約150kmである。
アメリカ合衆国統計局によると、エレンズバーグ市は総面積20.23km2（7.81mi2）である。このうち20.04km2（7.74mi2）が陸地で0.20km2（0.08mi2）が水域である。総面積の0.99%が水域となっている。市の標高は470mである。

### 気候
エレンズバーグの気候は、カスケード山脈の風下側にあたるがために1年を通じて乾燥し、特に乾燥が強く日中は暑いが夜は冷涼になる夏と、寒く降雪も多い冬に特徴付けられる。また、乾燥しているために、気温の日較差も大きい。最も暖かい7月の平均気温は20℃、最高気温の平均は29℃程度まで上がり、日中32℃を超えることは平年で月に8日程度あるものの、最低気温の平均は12℃程度で、「涼しい」を通り越して冷え込む。最も寒い1月の平均気温は氷点下5℃、最低気温の平均は氷点下9℃まで下がり、最高気温でも0℃で、ほぼ毎日気温が氷点下に下がる。降水量は冬季の11-1月は特に降雪のために多く月間25-40mm、夏季の7-8月は少なく月間5-7mm、その他の月は月間12-20mmである。また、冬季の12-1月には月間25-40cm程度、11月や2-3月にも月間7-17cm程度の降雪がある。年間降水量は約225mm、年間降雪量は約100cmである。ケッペンの気候区分では、エレンズバーグは高地地中海性気候（Dsb）、もしくはステップ気候 (BS) に属する。
|               | 1月  | 2月  | 3月  | 4月  | 5月  | 6月  | 7月  | 8月  | 9月  | 10月 | 11月 | 12月 | 年    |
| ------------- | ---- | ---- | ---- | ---- | ---- | ---- | ---- | ---- | ---- | ---- | ---- | ---- | ----- |
| 平均気温（℃） | -5.0 | -0.6 | 3.3  | 8.3  | 12.8 | 16.1 | 20.6 | 19.4 | 15.6 | 8.9  | 1.7  | -1.7 | 8.3   |
| 降水量（mm）  | 33.0 | 17.8 | 20.3 | 15.2 | 17.8 | 15.2 | 7.6  | 5.1  | 12.7 | 15.2 | 27.9 | 38.1 | 225.9 |
| 降雪量（cm）  | 38.6 | 17.3 | 7.4  | -    | -    | -    | -    | -    | -    | 0.3  | 11.4 | 26.2 | 101.2 |

## 政治

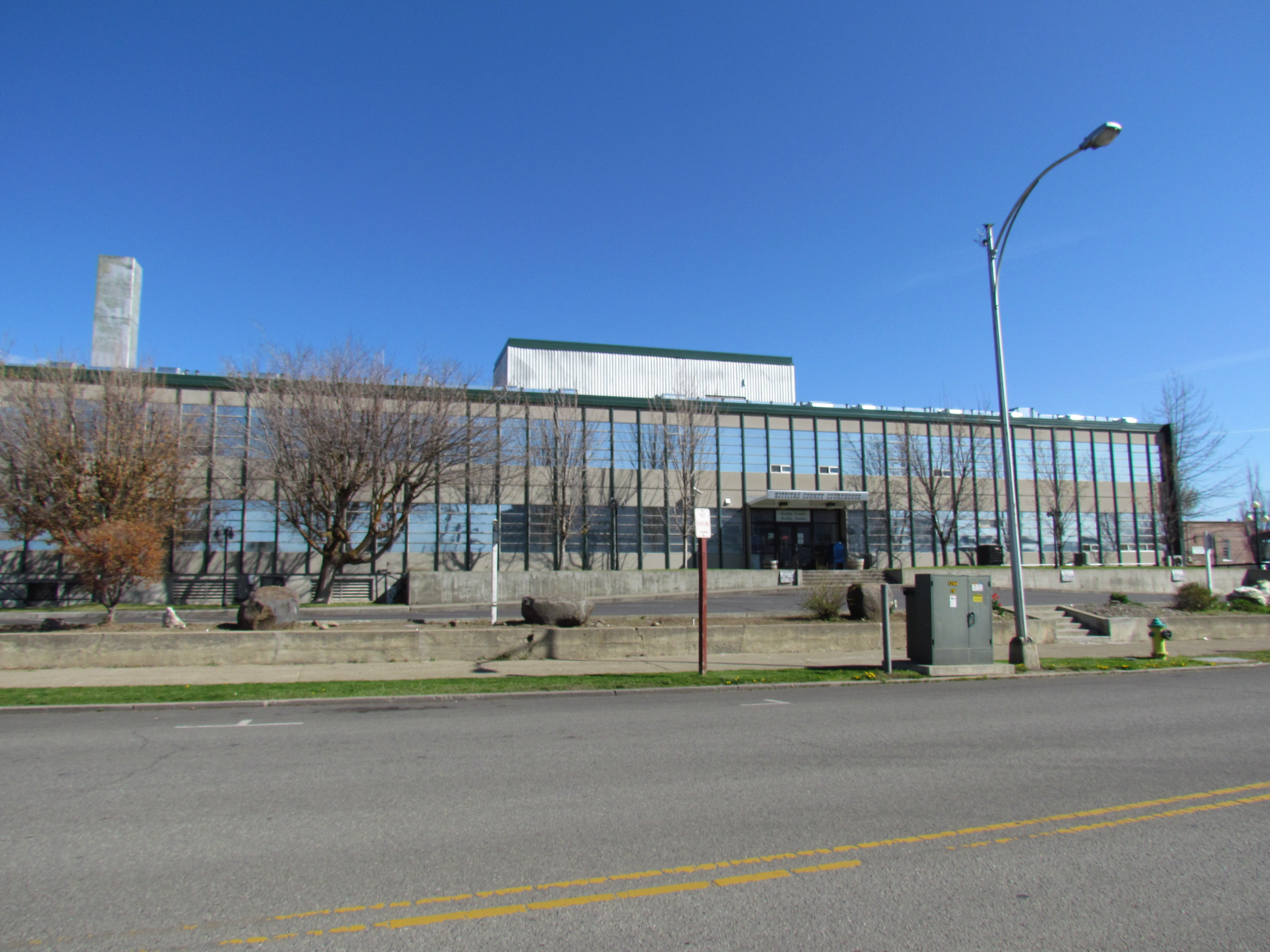
キッティタス郡庁舎

エレンズバーグはシティー・マネージャー制を採っている。シティー・マネージャーは市の行政実務の最高責任者で、市議会に雇われ、市議会の採択した政策の施行、および市政府各局の人事・管理・指揮監督に責任を負う。
市の立法機関である市議会は7人の議員から成っている。市は小選挙区に分けられてはおらず、7人の市議員全員が全市から選出され、その任期は4年である。また、市長および市長代行は市議員の中から選出され、その任期は2年である。

## 交通
エレンズバーグに最も近い商業空港はヤキマのダウンタウンから南へ約5.5km、エレンズバーグの中心部からは南へ約50km離れたヤキマ・エア・ターミナル（マカリスター飛行場、IATA: YKM）である。この空港にはアラスカ航空が就航しており、同社のハブ空港であるシアトル・タコマ国際空港への便がある。しかし、エレンズバーグから直接シアトル・タコマ国際空港へは車で所要約2時間で着くことができ、ヤキマ・エア・ターミナルへ飛ぶには結局シアトル・タコマ国際空港で乗り継ぐことになるため、セントラル・ワシントン大学はシアトル・タコマ空港の利用を推奨している。シアトル・タコマ国際空港からは、ヤキマとの間を結ぶシャトルバスも運行されており、エレンズバーグにも、セントラル・ワシントン大学キャンパス内にあるバスストップに停車する。

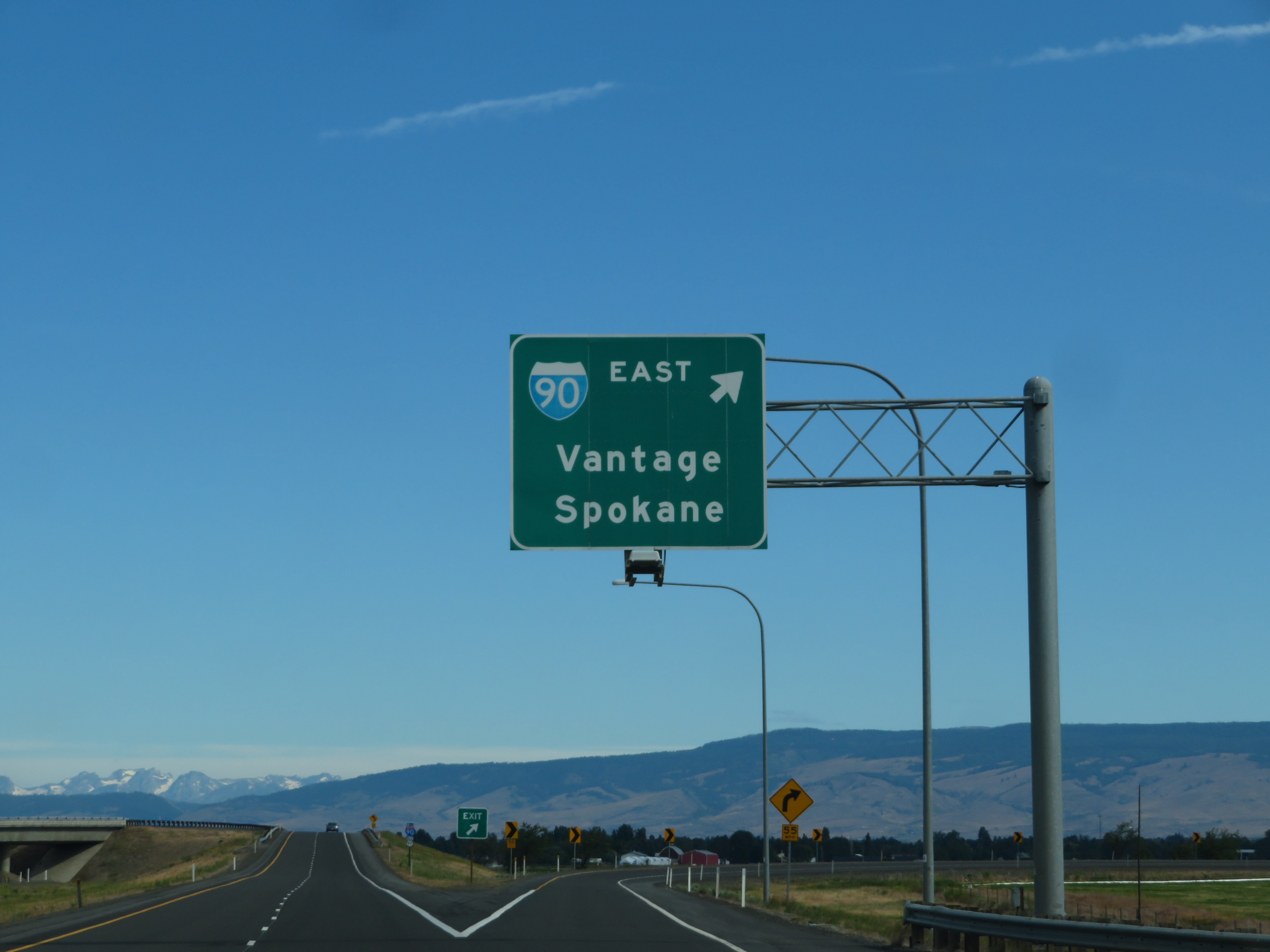
I-90とI-82のジャンクション

州間高速道路I-90は市の西と南を通っている。I-90は大陸を横断する幹線の中で最も北を通るもので、西はシアトルに至り、東はスポケーンを通ってそれ以遠、五大湖岸や東海岸へも通ずる。また、市の南東には、I-90がI-82と合流/分岐するジャンクションが設けられている。I-82はワシントン州中央部を半縦貫する高速道路で、エレンズバーグから南へ、ヤキマやトライシティズ（ケニウィック・パスコ・リッチランド）へと通じ、オレゴン州ハーミストンでI-84に接続している。
グレイハウンドのバスストップは市北西端、国道97号線に設けられたI-90のインターチェンジのすぐ近くにあり、シアトルとスポケーンとを結ぶバスが停車する。公共交通機関としては、市がセントラル・トランジットという、5系統から成る路線バス網を運行し、市内をカバーしている。

## 教育

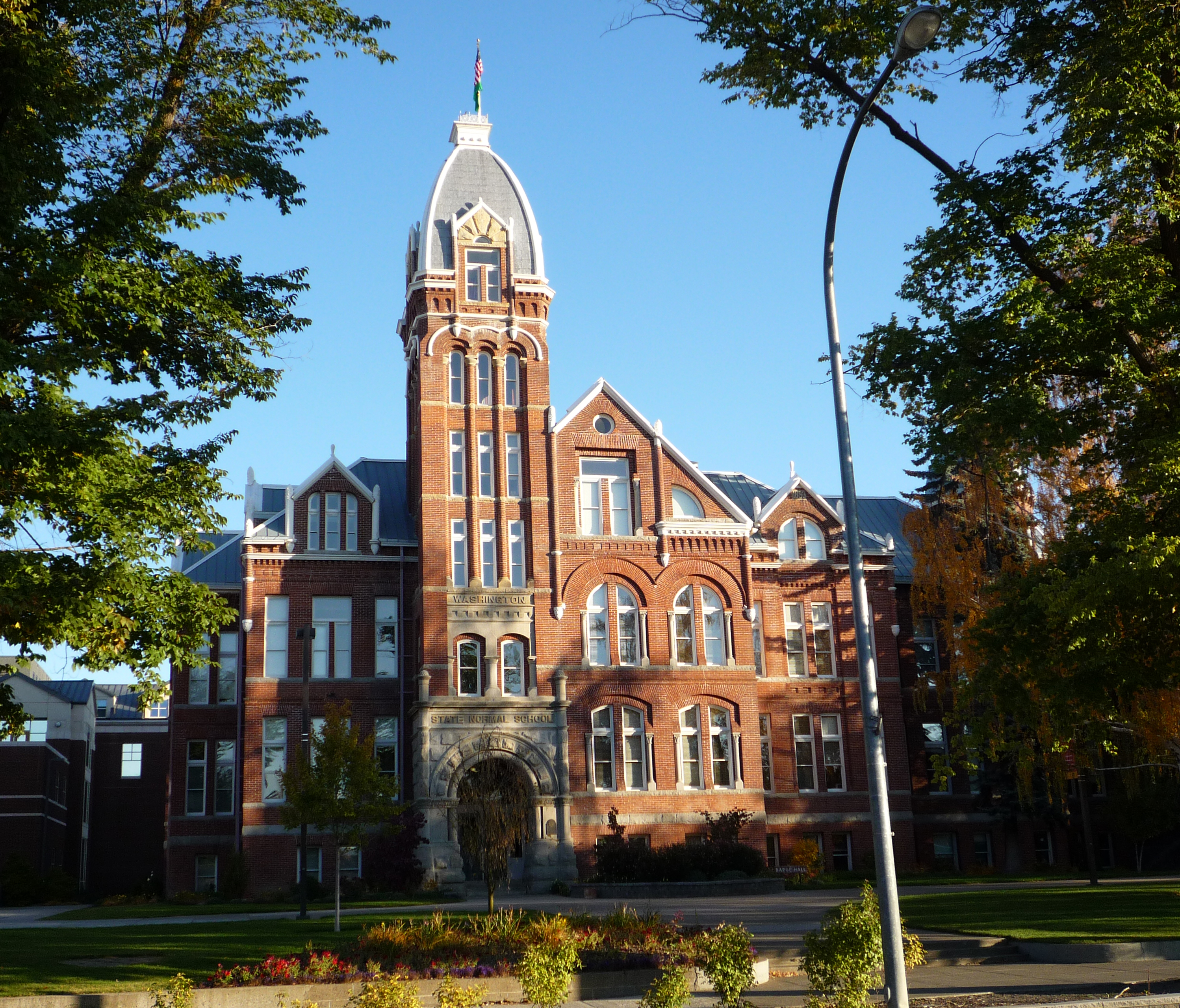
セントラル・ワシントン大学

セントラル・ワシントン大学は市中心部のすぐ北東に380エーカー（1,538,000m2）のキャンパスを構えている。同学は1891年にワシントン州立師範学校として創立した州立大学で、数回の名称変更を経て、1977年に現称に改称した。現在では、同学は135以上の専攻プログラムを提供する総合大学で、学部生約15,000人、大学院生約900人の学生を抱え、特に音楽、地学、救急医療、物理学、および教育学の分野に特に力を入れている。また、同学のスポーツチーム、ワイルドキャッツはNCAAディビジョンIIに属するグレート・ノーザン・アスレチック・カンファレンス（GNAC）に所属しており、男子6種目、女子7種目で競っている。セントラル・ワシントン大学は、USニューズ&ワールド・レポート誌の大学ランキングでは、西部の「地方区の大学」の中で上位50位以内に入る評価を受けている。
エレンズバーグにおけるK-12課程はエレンズバーグ学区の管轄下にある公立学校によって主に支えられている。同学区は就学前教育校1校、小学校（幼稚園・1-5年生）3校、中学校（6-8年生）1校（モーガン中学校）、高校（9-12年生）1校（エレンズバーグ高校）、および小中高一貫校1校（K-12エレンズバーグ学習センター）を有し、約3,500人の児童・生徒を抱えている。

## 文化と名所

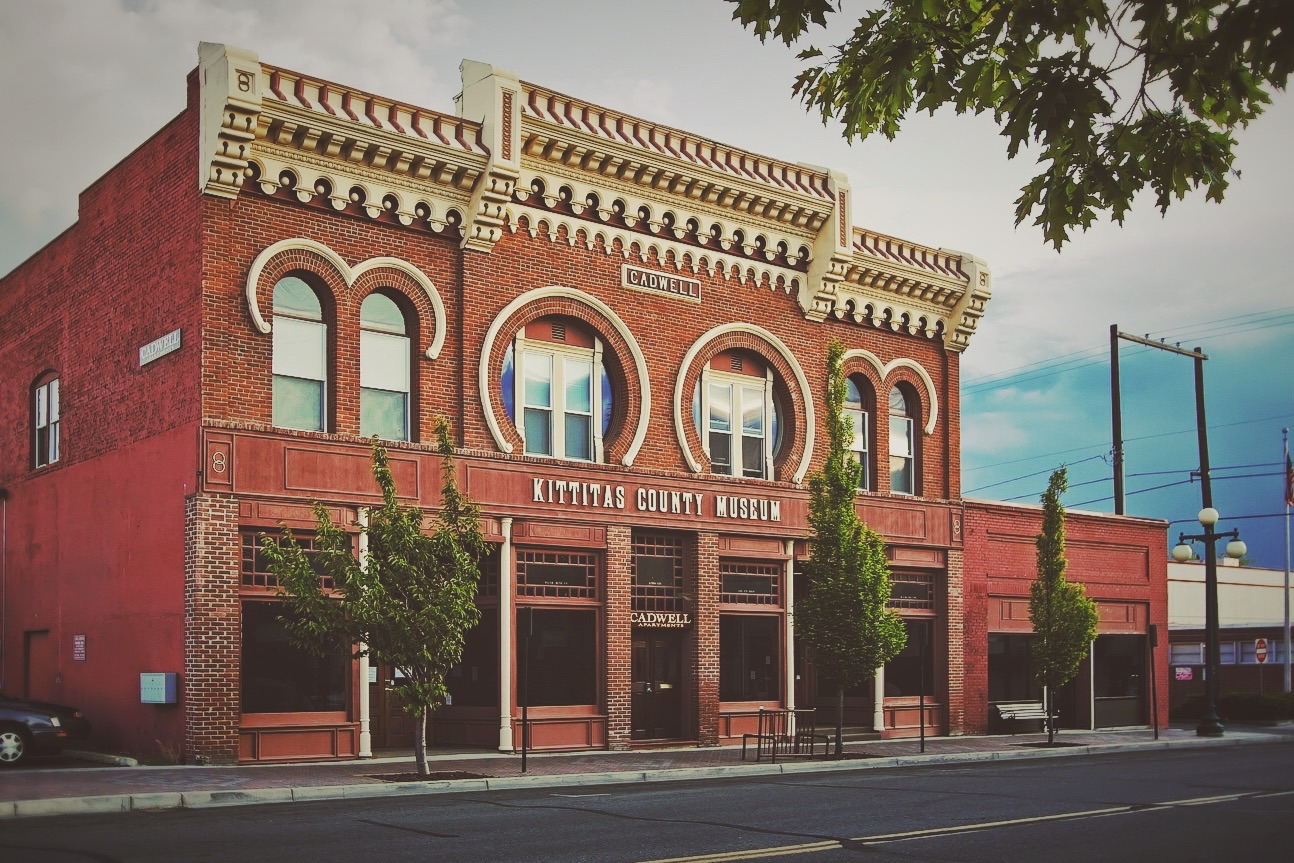
キッティタス郡歴史博物館

市の中心部、3rdストリートとパイン・ストリートの南西角にはキッティタス郡歴史博物館が立地している。同館は1961年に開館して以来、地元の歴史に関する事物を収集・保存・展示してきた。このキッティタス郡歴史博物館の北2ブロック、パール・ストリートと5thストリートの南東角の南には、グッデイ・ギャラリー、クライマー美術館、およびエレンズバーグ・ロデオ殿堂の3館が1棟の建物の中に入った、西部芸術・文化センターが立地する。グッデイ・ギャラリーは、西部芸術協会（Western Art Association、WAA）が運営するギャラリーで、新進からベテランまで様々な芸術家の作品の展示を通じて西部芸術の振興を図っている。クライマー美術館は、地元エレンズバーグ出身で、数ある西部芸術家の中でも特に名の知れた、ジョン・クライマーの作品に特化して収蔵、保存、研究、および展示を行っている。エレンズバーグ・ロデオ殿堂は、エレンズバーグのロデオの歴史と伝統を伝える事物を保存し、展示している。西部芸術・文化センターの2棟南に建つギャラリー・ワン視覚芸術センターは、地元芸術家の作品の展示や、一般向けの芸術教室を行っている。また、セントラル・ワシントン大学にも、理学部の文化・環境博物館や、人文・芸術学部のサラ・スパージョン・ギャラリーがある。

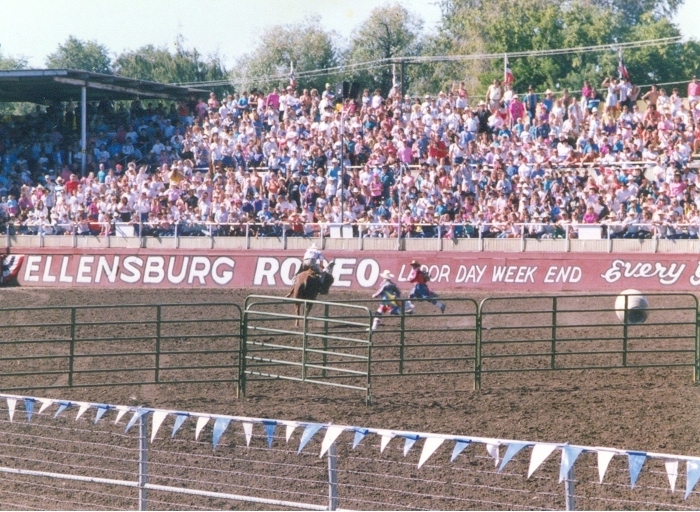
エレンズバーグ・ロデオ

市中心部の東、セントラル・ワシントン大学のキャンパスのすぐ南東には、エレンズバーグ・ロデオ・アリーナが立地している。この競技場では毎年、キッティタス・カウンティ・フェアと同日程となる、レイバー・デーの週末から月曜日にかけて、エレンズバーグ・ロデオが行われる。この大会は1923年に始まったもので、当初は地元の牧童たちがやっていたものが次第に大きくなって、現在では600人以上が出場し、400,000ドルを超える賞金も出るプロの大会になった。エレンズバーグ・ロデオは、プロロデオ・カウボーイ協会（PRCA）のエクストリーム・ブルズ・ツアーを成す1戦にもなっている。
その他の主なイベントとしては、毎年1月にキッタイタス郡商業局主催で開かれる地ビール祭であるウィンターホップ・ブリューフェスト、毎年6月第3土曜日に開かれるダックスフントのパレード、毎年7月末の音楽祭「ジャズ・イン・ザ・バレー」（Jazz in the Valley）、および毎年9月末のストリート・パフォーマンスの祭典「バスカーズ・イン・ザ・バーグ」（Buskers in the Burg）が挙げられる。また、毎年5-10月の夏季、毎週土曜日には、パール・ストリートとルビー・ストリートの間の4thアベニュー上でエレンズバーグ農産品市が開かれる。

## 人口推移
以下にエレンズバーグ市における1870年から2020年までの人口推移をグラフおよび表で示す。エレンズバーグ小都市圏はキッティタス郡1郡のみで成っている。
| 統計年 | 人口     |
| ------ | -------- |
| 1870年 | 150人    |
| 1880年 | 150人    |
| 1890年 | 2,768人  |
| 1900年 | 1,737人  |
| 1910年 | 4,209人  |
| 1920年 | 3,967人  |
| 1930年 | 4,621人  |
| 1940年 | 5,944人  |
| 1950年 | 8,430人  |
| 1960年 | 8,625人  |
| 1970年 | 13,568人 |
| 1980年 | 11,752人 |
| 1990年 | 12,361人 |
| 2000年 | 15,414人 |
| 2010年 | 18,174人 |
| 2020年 | 18,666人 |

## エレンズバーグに因むもの
- 1983年にパロマー天文台で発見された小惑星エレンズバーグ（小惑星番号: 3711）は、発見者が自らの出生地であるエレンズバーグにちなんで命名した[31]。

## 註
1. 1 2 3 4  History. City of Ellensburg, Washington. 2021年10月18日閲覧.
2. ↑  QuickFacts: Ellensburg city, Washington. U.S. Census Bureau. 2020年.
3. ↑  QuickFacts: Kittitas county, Washington. U.S. Census Bureau. 2020年.
4. ↑  Kirk and Alexander, p.123.
5. ↑  Becker, Paula. Ellensburg loses its bid to become state capital on November 4, 1890. HistoryLink. 2005年11月16日. 2021年10月18日閲覧.
6. ↑  Kirk and Alexander, p.124.
7. 1 2  Historical Weather for Ellensburg, Washington, United States of America. Weatherbase.com. 2021年10月14日閲覧.
8. ↑  City Manager. City of Ellensburg, Washington. 2021年10月14日閲覧.
9. ↑  City Council. City of Ellensburg, Washington. 2021年10月14日閲覧.
10. ↑  Yakima Air Trml/McAllister Fld. Airport Master Record. Federal Aviation Administration. 2021年10月7日. 2021年10月14日閲覧.
11. ↑  Traveler Info. Yakima Air Terminal, City of Yakima. 2021年10月14日閲覧.
12. ↑  How to Get Ellensburg. Central Washington University. 2021年10月14日閲覧.
13. ↑  Yakima to Sea-Tac. Airporter Shuttle/Bellair Charters. 2021年10月14日閲覧.
14. ↑  Ellensburg Bus Station in Ellensburg, Washington. Greyhound. 2021年10月14日閲覧.
15. ↑  Home. Central Transit, City of Ellensburg, Washington. 2021年10月14日閲覧.
16. ↑  History. Central Washington University. 2021年10月14日閲覧.
17. ↑  Quick Facts. Central Washington University. 2021年10月14日閲覧.
18. ↑  Best Regional Universities West Rankings. U.S. News & World Report. 2021年. 2021年10月14日閲覧.
2022年版（2021年発行）では46位であった。
19. ↑  Ellensburg School District. U.S. News & World Report. 2021年10月14日閲覧.
20. ↑  Home. Kittitas County Historical Museum. 2021年10月21日閲覧.
21. ↑  Western Art. MyEllensburg.com. Kittitas County Chamber of Commerce. 2021年10月21日閲覧.
22. ↑  Home. Gallery One Visual Arts Center, 2021年10月21日閲覧.
23. ↑  Museum of Culture and Environment. Central Washington University. 2021年10月21日閲覧.
24. ↑  Sarah Spurgeon Gallery. Central Washington University. 2021年10月21日閲覧.
25. ↑  Home. Ellensburg Rodeo. 2021年10月23日閲覧.
26. ↑  Winterhop Brewfest. Kittitas County Chamber of Commerce. 2021年10月23日閲覧
27. ↑  About. Dachshunds on Parade. 2021年10月23日閲覧.
28. ↑  Home. Jazz in the Valley. 2021年10月23日閲覧.
29. ↑  Home. Buskers in the Burg. 2021年10月23日閲覧.
30. ↑  Home, Vendor Map. Ellensburg Farmers Market. 2021年10月23日閲覧.
31. ↑  “(3711) Ellensburg = 1983 QD”.   MPC. 2021年9月19日閲覧。